# ألبان فاوست
ألبان فاوست (بالسويدية: Alban Faust)‏ هو موسيقي سويدي، ولد في 1960.